# Fryderyk Bartsch
Fryderyk Bartsch (ur. w kwietniu 1552 w Braniewie, zm. 21 listopada 1609 pod Smoleńskiem) – jezuita, teolog, biblista i kaznodzieja, rektor Kolegium Jezuitów w Braniewie (1584–1590) i Akademii Wileńskiej (1590–1592), spowiednik króla Zygmunta III.

## Życiorys
Fryderyk Bartsch urodził się w 1552 roku w mieszczańskiej rodzinie braniewskiego burmistrza Jana (Johanna) Bartscha i Urszuli z Kierstenów. Ród Bartschów był tu bardzo znany (zob. herb Bartschów). Jan Bartsch był nie tylko wieloletnim burmistrzem Braniewa, ale zapisał się ufundowaniem w 1583 roku szpitala w swoim ogrodzie przy drodze prowadzącej do Rudłowa. Natomiast brat Fryderyka, Jakob, stał się właścicielem Krosna i Bażyn i został zaliczony do stanu szlacheckiego. Chociaż ojciec Jan Bartsch był zwolennikiem luteranizmu, przez co był szykanowany przez dwóch kolejnych biskupów warmińskich, Hozjusza i Kromera, tak obaj synowie przeciwnie, stali się gorliwymi katolikami.
Fryderyk Bartsch, przed wstąpieniem do zakonu, w latach 1569–1572 ukończył studia filozoficzne w Collegium Romanum. W 1572 wstąpił w Rzymie do zakonu jezuitów. Studiował teologię w Wiedniu. Do Polski powrócił w 1576 roku. W Braniewie kierował szkołami: seminarium diecezjalnym, seminarium papieskim oraz konwiktem szlacheckim. W okresie od września 1583 do 1590 roku był rektorem Kolegium Jezuitów w Braniewie. Będąc rektorem w braniewskim kolegium dał się poznać jako doskonały organizator, dbał o poziom nauczania, opracowywał podręczniki i program zajęć szkolnych. We wszystkich publikacjach podkreślał swe braniewskie pochodzenie, podpisując się „FR. Barscius Braunsbergnsis”, czyli braniewianin. W czasie jego pracy w kolegium wzrósł poziom nauczania. W 1586 brał udział w obradach polskiej komisji nad reformą Ratio studiorum (ordynacja o szkolnictwie wprowadzająca jednolity system nauczania). W 1587 otrzymał stopień doktora filozofii Akademii Wileńskiej. W latach 1592–1595 był rektorem Akademii Wileńskiej, następnie w latach 1595–1598 superiorem i kaznodzieją w Gdańsku, a od wiosny 1598 wiceprowincjałem dla litewskiej części prowincji polskiej. W 1600 ulega diametralnej zmianie praca i posługa Bartscha, gdy król Zygmunt III Waza powołał go na swojego spowiednika, który to urząd sprawował już do końca życia. Jako królewski spowiednik i kapelan wojskowy wyruszył z królem na wyprawę moskiewską w 1609 roku. W czasie wyprawy moskiewskiej zaraził się tyfusem podczas opieki nad chorymi żołnierzami i zmarł. Uroczysty pogrzeb w Wilnie wyprawił mu na swój koszt król Zygmunt III, pochowany został w Wilnie w kościele św. Jana Chrzciciela i św. Jana Apostoła i Ewangelisty (tzw. kościół akademicki). Pozostawił po sobie prace polemiczne i estetyczne.